# 素顔のままで (アルバム)
『素顔のままで』（すがお - ）は、南沙織通算13枚目のオリジナルアルバム。1976年4月21日発売。発売元はCBSソニー。

## 解説
- LP帯のコピー：さりげなく愛し、さりげなく生きてる…シンシアの青春
- 19thシングル「気がむけば電話して」「ふりむいた朝」（1976.3.1）を含む、13枚目のオリジナルアルバム。なお、2曲共にアルバム・ヴァージョンでの収録されている。
- 初めてシンシアが作詞したナンバーが収録された。
- 1970年代前半のオリジナル楽曲をほぼすべて提供していた筒美京平作品が1曲も収録されなかった、初めての作品でもある。
- 35周年CD-BOX『Cynthia Premium』に収納された紙ジャケット盤には、「気がむけば電話して」「ふりむいた朝」のシングル・ヴァージョンがボーナス・トラックとして収録された。
- シングルEP「気がむけば電話して」は初回プレス盤ではB面に収録されており、A面が「ふりむいた朝」であったが、再プレス盤から「気がむけば電話して」がA面になった。詳細は「気がむけば電話して／ふりむいた朝」を参照されたい。
- 30周年CD-BOX『CYNTHIA ANTHOLOGY』（2000.6.7）の "ALL ABOUT SINGLES Disc 2" （シングルA・B面を発売順に収録）、および1998年11月21日発売の『GOLDEN J-POP/THE BEST 南沙織』では、「気がむけば電話して」がA面扱いで収録されているが、1992年2月21日発売のコンプリート・シングルA面コレクション『南沙織ベスト Recall 〜28 SINGLES SAORI + 1〜』および本アルバムのシンシア･プレミアム盤ボーナス・トラックでは、「ふりむいた朝」がA面扱いで収録されている。
- CDパッケージでの生産は中止されており、音楽配信でのみ購入が可能である（2008年現在）。

## 収録曲

### オリジナル盤
1. プロローグ 幸せの予感　
  - 作詞: シンシア、作曲・編曲: 萩田光雄
2. 二十歳ばなれ　
  - 作詞: 有馬三恵子、作曲: 梅垣達志、編曲: 馬飼野康二
3. 泣きだしそうな空模様　
  - 作詞: 中里綴、作曲: 田山雅充、編曲: 水谷公生
4. 青春の絆　
  - 作詞: 有馬三恵子、作曲: 梅垣達志、編曲: 馬飼野康二
5. 近頃二人は　
  - 作詞: 中里綴、作曲: 田山雅充、編曲: 松井忠重
6. 気がむけば電話して　
  - 作詞: 中里綴、作曲: 田山雅充、編曲: 萩田光雄
7. 素顔のままで　
  - 作詞: 中里綴、作曲: 田山雅充、編曲: 水谷公生
8. ふりむいた朝　
  - 作詞: 中里綴、作曲: 田山雅充、編曲: 萩田光雄
9. 編みかけの手袋　
  - 作詞: 中里綴、作曲: 田山雅充、編曲: 松井忠重
10. 灰になった手紙　
  - 作詞: 中里綴、作曲: 田山雅充、編曲: 萩田光雄
11. 結婚志願　
  - 作詞: 有馬三恵子、作曲: 梅垣達志、編曲: 馬飼野康二
12. エピローグ　未知への想い　
  - 作詞: シンシア、作曲・編曲: 萩田光雄

### Cynthia Premium盤
1. プロローグ 幸せの予感
2. 二十歳ばなれ
3. 泣きだしそうな空模様
4. 青春の絆
5. 近頃二人は
6. 気がむけば電話して
7. 素顔のままで
8. ふりむいた朝
9. 編みかけの手袋
10. 灰になった手紙
11. 結婚志願
12. エピローグ　未知への想い
13. ふりむいた朝 -Single-　＜ボーナス・トラック＞
14. 気がむけば電話して -Single-　＜ボーナス・トラック＞

## 関連作品

### オリジナル盤
- 二十歳ばなれ
  - Cynthia Memories
- 青春の絆
  - 南沙織ヒット全曲集 -1976年版-
  - Cynthia Memories
- 素顔のままで
  - 南沙織ヒット全曲集 -1976年版-
  - シンシアのハーモニー
  - シンシア・ラブ
  - Cynthia Memories
  - CYNTHIA ANTHOLOGY

### Cynthia Premium盤
- ふりむいた朝 -Single-
  - 18thシングル「気がむけば電話して#収録作品（LP・CD）」を参照されたい。
- 気がむけば電話して -Single-
  - 18thシングル「気がむけば電話して#収録作品（LP・CD）」を参照されたい。

## 発売履歴
- 1976年04月21日 - LP
- 1994年05月21日 - CD （CD選書）
- 2006年06月14日 - CD （紙ジャケット・高音質マスターサウンド）
  - 35周年CD-BOX『Cynthia Premium』の1枚。個別販売はない。